# 0 A.D.
0 A.D. este un joc video liber, cu sursă deschisă, de strategie în timp real disponibil pe mai multe platforme și aflat în dezvoltare de Wildfire Games. Acțiunea jocului este plasată în perioada 500 Î.Hr. — 500 D.Hr.  Jocul poate fi jucat pe Windows, Mac OS și GNU/Linux.  Producătorii jocului O A.D. intenționează să-l păstreze complet liber cu sursă deschisă. Mai mult, dezvoltatorii nu sunt plătiți pentru efortul lor și nici nu cer bani pentru produs. Jocul este în dezvoltare din 2000, începându-se să se lucreze efectiv la el din 2003. Nu este planificată nicio dată pentru lansarea oficială a versiunii complete.

## Istoric
O A.D. a început în iunie 2011 sub forma unui nou concept de joc bazat pe Age of Empires II: The Age of Kings. Însă, având la dispoziție capacități limitate de creație, echipa a decis repede să încerce să creeze un joc complet independent bazat pe propriile idei.
În noiembrie 2008 dezvoltatorii au confirmat că vor lansa proiectul ca program cu sursă deschisă. Pe 10 iulie 2009, Wildfire Games a eliberat codul O A.D. sub licența GPLv2 și a făcut grafica disponibilă sub licența Creative Commons Atribuire - Distribuire-în-condiții-identice. 
În jurul datei de 23 martie 2010, lucrau la 0 A.D. între 10 și 15 oameni, dar de când dezvoltarea a început au contribuit peste 100 de oameni.

### Istoricul versiunilor
| Versiune | Versiune | Nume          | Data lansării      | Funcționalități |
| -------- | -------- | ------------- | ------------------ | --- |
| Pre-alfa | 1        |               | 2 aprilie 2010     | Arhiva pentru dezvoltatori cu codul sursă, resursele și versiunea compilată a proiectului. |
| Pre-alfa | 2        |               | 12 iunie 2010      | Un nou sistem de mișcare (găsirea precisă a drumului și evitarea obstacolelor); cozi de antrenament în clădiri; unitățile sunt adăugate pe mini-hartă. |
| Pre-alfa | 3        |               | 11 iulie 2010      | A fost adăugat suportul pentru mai mulți jucători, a fost redesenată interfața grafică; a fost îmbunătățit algoritmul de găsire a drumului: au fost adăugate constrângeri de mișcare pe anumite terenuri și costuri de mișcare pe teren, au fost adăugate unități zburătoare.                          |
| Alfa     | 1        | Argonaut      | 16 august 2010     | Noi hărți, IA pentru animale, IA regândit pentru unități, posibilitatea de a juca mai mulți jucători a fost integrată în joc chat. |
| Alfa     | 2        | Bellerophon   | 20 octombrie 2010  | Au fost adăugate ceața, mișcarea în grup și formații militare de bază; condițiile victoriei; au fost îmbunătățite performanța găsirii drumului și interfața grafică din joc; a fost adăugat un nou mediu (savană), au fost remodelate clădirile celtice și au fost adăugate noi hărți.                 |
| Alfa     | 3        | Cerberus      | 11 decembrie 2010  | Au fost adăugate transportul resurselor, hărțile circulare, garnizoana, un algoritm de găsire a drumului îmbunătățit; nave elene și celtice noi, clădiri grecești; un ecran de setări ale jocului îmbunătățit, un ecran de încărcare îmbunătățit și a fost adăugat un ecran pentru rezumat; hărți noi. |
| Alfa     | 4        | Daedalus      | 12 martie 2011     | A fost adăugat o versiune de prototip inițial pentru algoritmul de IA al adversarului; redarea îmbunătățită a ceței, a fost adăugat un sistem automat pentru colectarea impresiior care poate fi activat; unități navale noi, arme de asediu, poduri, efecte sonore noi în joc.                        |
| Alfa     | 5        | Edetania      | 20 mai 2011        | O nouă civilizație: iberiană; un robot îmbunătățit: JuBot; hărți aleatoare; promovarea unităților; formații îmbunătățite; particule: foc, fum, praf de șantier, mine cu resurse epuizate fără strălucire, frunze căzătoare; siluete de unități; o hartă nouă, efecte sonore, fundal muzical.           |
| Alfa     | 6        | Fortuna       | 10 iulie 2011      | Unitățile în diferite posturi: violentă, agresivă, defensivă, stau pe loc, evită; texturi noi de teren, efecte sonore, hărți, unități și clădiri; îmbunătățiri la interfață editorului de scenariu; suport pentru unități zburătoare și hartă de test cu avioane P-51 Mustang.                         |
| Alfa     | 7        | Geronium      | 17 septembrie 2011 | Civilizație nouă: cartagineză; un aspect complet nou al teritoriului, un nou meniu principal, câteva noi coloane sonore, noi hărți. |
| Alfa     | 8        | Haxāmaniš     | 23 decembrie 2011  | Civilizație nouă: persană; sistem de troc, suport pentru salvarea și încărcarea jocului, suport pentru reconectarea jucătorilor într-un joc multi-jucător, IA îmbunătățit și trei noi melodii de fundal.                                                                                               |
| Alfa     | 9        | Ides of March | 15 martie 2012     | Civilizație nouă: romană; sistem de comercializare, un nou sistem de bătălie, IA îmbunătățit, noi hărți aleatoare și noi animații. |

## Recepție
0 A.D. a fost votat ca unul din cele Top 100 cele mai bune moduri și jocuri indie din anii 2008 și 2009 de către Mod DB. A câștigat și locul trei la secțiunea cel mai așteptat mod indie al anului în 2009 și 2010.
0 A.D. a fost în general bine primit de critici.